# Kizetsu Yūsha to Ansatsu Hime
«Kizetsu Yūsha to Ansatsu Hime» (яп. 気絶勇者と暗殺姫, досл. «Герой що втрачає свідомість і принцеси-вбивці») — манґа, автором якої є Норішіро-чан, а ілюстратором — Юкіджі Сецуда. Серіалізація розпочалася в жовтні 2022 року в журналі «Weekly Shōnen Champion» видавництва Akita Shoten. Анонсовано вихід аніме-телесеріалу, створеного студією Connect, прем'єра якого відбулась у липні 2025 року.

## Сюжет
Тото, авантюрист рангу E, вирізняється значною фізичною силою та міццю, проте страждає від надзвичайної сором'язливості. Три жінки-вбивці, Анемона, Сіель та Гор, вирішують сформувати з ним загін. Не знаючи про це, Тото не підозрює що кожна з трьох змовниць щодня чергується у спробах його вбити.

## Персонажі
Тото (яп. トト)
Сейю: Шунсуке Такеучі
Сіель (яп. シエル, Shieru)
Сейю: Іорі Саекі
Анемона (яп. アネモネ)
Сейю: Хітомі Уеда
Гор (яп. ゴア, Goa)
Сейю: Харука Шіраіші

## Медіа

### Манґа
Манґа «Kizetsu Yūsha to Ansatsu Hime» написана Норішіро-чан та ілюстрована Юкіджі Сецудою. Серіалізація розпочалася 27 жовтня 2022 року в журналі «Weekly Shōnen Champion» видавництва Akita Shoten. Станом на квітень 2025 року серія зібрана в одинадцять томів танкобон.
| №  | Дата виходу      | ISBN                   |
| -- | ---------------- | ---------------------- |
| 1  | 7 квітня 2023    | ISBN 978-4-253-28086-0 |
| 2  | 8 червня 2023    | ISBN 978-4-253-28087-7 |
| 3  | 8 серпня 2023    | ISBN 978-4-253-28088-4 |
| 4  | 8 листопада 2023 | ISBN 978-4-253-28089-1 |
| 5  | 5 січня 2024     | ISBN 978-4-253-28090-7 |
| 6  | 7 березня 2024   | ISBN 978-4-253-28216-1 |
| 7  | 7 червня 2024    | ISBN 978-4-253-28217-8 |
| 8  | 7 серпня 2024    | ISBN 978-4-253-28218-5 |
| 9  | 8 листопада 2024 | ISBN 978-4-253-28219-2 |
| 10 | 7 лютого 2025    | ISBN 978-4-253-28220-8 |
| 11 | 8 квітня 2025    | ISBN 978-4-253-28221-5 |
| 12 | 8 липня 2025     | ISBN 978-4-253-28222-2 |

### Аніме
Анонс аніме-адаптації відбувся у 10-му томі манґи, випущеному 7 лютого 2025 року. Пізніше стало відомо, що це буде телевізійний серіал, створений студією Connect, режисером якого є Норіакі Акітая, сценаристом — Мічіко Йокоте, дизайнером персонажів — Такао Сано, а композитором музики — Шун Наріта. Прем'єра відбулася 12 липня 2025 року на Tokyo MX та інших каналах. Кінцева пісня — «Suki Magazine» у виконанні Іорі Саекі, Хітомі Уеди та Харуки Шіраіші як їхні відповідні персонажі. Muse Communication ліцензувала серіал у Південній та Південно-Східній Азії.